# Peso dominicano
Il peso dominicano è la valuta ufficiale della Repubblica Dominicana. Il suo simbolo è "$", e quando questo simbolo creerebbe ambiguità con altre valute con lo stesso simbolo si utilizza "RD$". Il suo codice nel ISO 4217 è "DOP".
Ogni peso si divide in 100 centavos ("centavo"), ma ormai i centesimi non sono usati nella vita pratica a causa della svalutazione. Di fatto le monete attualmente in circolazione hanno i valori nominali di $1, $5, $10 e $25. Le banconote attualmente in circolazione hanno il valore nominale di $50, $100, $200, $500, $1.000 e $2.000.
Ha subito forti svalutazioni in vari momenti della sua storia. Sotto alcuni governi di Joaquín Balaguer era mantenuto artificialmente a un peso per un dollaro, e non c'erano dollari in circolazione mentre al mercato nero il dollaro si pagava otto pesos. Finalmente Balaguer si decise a togliere il cambio ufficiale e il dollaro entrò in regime di libero mercato.
Durante il governo di Hipólito Mejía Domínguez (2000-2004) il peso subì a partire dal 2002 una forte svalutazione che lo fece arrivare nell'estate del 2004 a 55 pesos per un dollaro. La vittoria di Leonel Fernández, che salì al governo nell'agosto 2004, riportò il cambio a valori ragionevoli, attestandosi a 28 pesos per un dollaro per poi iniziare una lenta e continua svalutazione che ha portato il cambio fino a circa 58 pesos per un dollaro (Settembre 2020).
Il valore del cambio a dicembre 2023:
- 61,30 peso per 1 EUR
- 56,80 peso per 1 USD